# شقيق البلخي
أبو علي شَقِيق بن إبراهيم الأزدي البَلْخي، أحد علماء أهل السنة والجماعة وهو من أهل بلخ في خراسان، كان أستاذ حاتم الأصم، صحب إبراهيم بن أدهم وأخذ عنه الزهد. وروى عن كثير بن عبد الله الأبلي وإسرائيل بن يونس وعباد ابن كثير. حدث عنه عبد الصمد بن يزيد مرذويه ومحمد بن أبان المستملي وحاتم الأصم والحسين بن داود البلخي. استشهد في غزوة كولان عام 194 هـ.

## سبب زهده
كان سبب توبته: أنه كان من أبناء الأغنياء، خرج للتجارة إلى أرض الترك، وهو حدث. فدخل بيتاً للأصنام، فرأَى خادماً للأصنام فيه؛ قد حلق رأسه ولحيته، ولبس ثياباً أُرجوانية. فقال شقيق للخادم: « إنَّ لك صانعاً حيًّا، عالماً، قادراً، فاعبده.. ولا تعيد هذه الأصنام التي لا تضر ُّولا تنفع!!. » فقال: « إن كان كما تقول، فهو قادر على أَن يرزقك ببلدك، فلم تعنَّيت إلى هاهنا للتجارة؟ » فانتبه شقيق.. وأخذ في طريق الزهد. وقيل: كان سبب زهده: « أنه رأى مملوكاً يلعب ويمرح في زمان قحط، وكان الناس مهتمين به، » فقال شقيق: « ما هذا النشاط الذي فيك؟ أما ترى ما فيه الناس من الجدب والقحط؟. » فقال ذلك المملوك: « وما علي َّمن ذلك، ولمولاي قريةٌ خالصة يدخل له منها ما يحتاج نحن إليه، » فانتبه شقيق، وقال: « إن كان لمولاه قرية، ومولاه مخلوق فقير، ثم إنه ليس يهتم لرزقه، فكيف ينبغي أن يهتم المسلم لرزقه ومولاه غني؟! »

## سيرته و أقواله
- سمعت الشيخ أبا عبد الرحمن السلمي، رحمه الله، يقول: سمعت أبا الحسين بن أحمد العطار البلخي يقول: سمعت أحمد بن محمد البخاري يقول: قال حاتم الأصم: « كان شقيق بن إبراهيم موسراً، وكان يفتي ويعاشر الفتيان، وكان علي ُّبن عيسى بن ماهان أمير َبلخ، وكان يحب كلاب الصيد، ففقد كلباً من كلابه، فسعى برجل أنه عنده، وكان الرجل في جوار شقيق، فطلب الرجل، فهرب... فدخل دار شقيق مستجيراً، فمضى شقيق إلى الأمير، وقال: خلوا سبيله، فإن الكلب عنيد أرده إليكم إلى ثلاثة أيام. فخلوا سبيله، وانصرف شقيق مهتما لما صنع. فلما كان اليوم الثالث كان رجل من أصدقاء شقيق غائباً من بلخ فرجع إليها، فوجد في الطريق كلباً عليه قلادة، فأخذه، وقال: أهديه إلى شقيق، فإنه يشتغل بالتفَّتى. فحمله إليه، فنظر شقيق فإذا هو كل الأمر، فسر َّبه وحمله إلى الأمير وتخلّص من الضمان فرزقه الله الانتباه، وتاب مما كان فيه. وسلك طريق الزهد. »[2]
- وحكى أنا حاتماً الأصم َّقال: « كنا مع شقيق في مصاف نحارب الترك في يوم لا نري فيه إلا رءوساً تندر، ورماحاً تنقصف، وسيوفاً تنقطع، فقال لي شقيق: كي ترى نفسك يا حاتم في هذا اليوم؟ تراه مثل ما كنت في الليلة التي زفّت إليك امرأتك؟ فقال: لا واالله. قال: لكنَي والله أرى نفسي في هذا اليوم مثلَ ما كنت ُتلك الليلة. ثم نام بين الصفَّين ودرقته تحت رأسه حتى سمعت غطيطه. »[2]
- وقال شقيق: « تُعرف تقوى الرجل في ثلاثة أشياء: في أخذِه، ومنعِه، وكلامِه. »[2]
- وقال شقيق: « إذا أَردت أن تعرف الرجل فانظر لى ما وعده االله ووعده الناس، فبأيهما يكون قلبه أوثق؟ »[2]
- « لو أن رجلا عاش مئتي سنة لا يعرف هذه الأربعة لم ينج معرفه الله ومعرفة النفس ومعرفة أمر الله ونهيه ومعرفة عدو الله وعدو النفس ».
- « التوكل أن يطمئن قلبك بموعود الله ».[3]
- « من أراد أن يعرف معرفته بالله، فلينظر إلى ما وعده الله ووعده الناس، بأيهما قلبه أوثق ».[4]
- « جعل الله أهل طاعته أحياء في مماتهم، ووأهل المعاصي أمواتاً في حياتهم ».

## من روى عنه
- رَوَى عَنْ: كَثِيْرِ بنِ عَبْدِ اللهِ الأُبُلِّيِّ، وَإِسْرَائِيْلَ بنِ يُوْنُسَ، وَعَبَّادِ بنِ كَثِيْرٍ.

- حَدَّثَ عَنْهُ: عَبْدُ الصَّمَدِ بنُ يَزِيْدَ مَرْدَوَيْه، وَمُحَمَّدُ بنُ أَبَانٍ المُسْتَمْلِي، وَحَاتِمٌ الأَصَمُّ، وَالحُسَيْنُ بنُ دَاوُدَ البَلْخِيُّ، وَغَيْرُهُم.

وَهُوَ نَزْرُ الرِّوَايَةِ.